# Lista de prêmios e indicações recebidos por Strike
Este anexo uma lista dos prêmios e indicações recebidos por Strike uma banda brasileira de pop punk.A Banda foi formada em 2003 mas só começou a fazer sucesso em 2007 com o álbum de estréia  Desvio de Conduta .Até agora eles já lançaram 3 álbuns de estúdio, 2 extended plays e sete singles. 

## Vídeo Music Brasil
O Video Music Brasil (VMB) é uma premiação musical realizada pela MTV Brasil,com o intuito de premiar os melhores videoclipes nacionais e internacionais através da votação de sua audiência e de um júri especializado para categorias técnicas.O strike se deu muito bem e em 2007 eles ganharam como Aposta MTV e no ano seguinte a banda também teve destaque e levaram o prêmio de banda revelação.
| Ano  | Categoria                      | Resultado |
| ---- | ------------------------------ | --------- |
| 2007 | Aposta MTV                     | Venceu    |
| 2008 | Banda Revelação do Ano         | Venceu    |
| 2008 | Música do Ano-Paraíso Proibido | Indicado  |
| 2009 | Rock                           | Indicado  |
| 2010 | Rock                           | Indicado  |
| 2012 | Hit do Ano-Fluxo Perfeito      | Indicado  |

## Prêmio MultiShow de Música Brasileira
É uma premiação musical realizada pelo canal Multishow, cuja primeira edição ocorreu em 1994 com o 
intuito de premiar os melhores do ano da música brasileira através de votação da sua audiência e (a partir de 2011) de um júri especializado.
| Ano  | Categoria                  | Resultado |
| ---- | -------------------------- | --------- |
| 2010 | Melhor Álbum-Hiperativo    | Indicado  |
| 2010 | Melhor Grupo               | Indicado  |
| 2010 | Melhor instrumentista-Cadu | Indicado  |
| 2010 | Rock                       | Indicado  |
| 2011 | Melhor grupo               | Indicado  |
| 2011 | Melhor Música-A tendência  | Indicado  |

## Prêmio Jovem Brasileiro
É uma cerimônia de premiação diversa promovida pela Agência Zapping,com o intuito de valorizar os jovens em várias áreas de atuação como televisão,múscia e esportes.
| Ano  | Categoria            | Resultado |
| ---- | -------------------- | --------- |
| 2008 | Melhor Grupo Musical | Venceu    |

## Meus Prêmios Nick
Meus Prêmios Nick é o prêmio entregue anualmente pelo canal de TV Nickelodeon.
| Ano  | Categoria                     | Resultado |
| ---- | ----------------------------- | --------- |
| 2010 | Banda Favorita                | Indicado  |
| 2010 | Música do Ano-A Tendência     | Indicado  |
| 2010 | Melhor Cantor-Marcelo Mancini | Indicado  |
| 2011 | Banda Favorita                | Indicado  |
| 2012 | Banda Favorita                | Indicado  |

## Capricho Awards
é uma premiação anual de música, TV, Cinema, Internet, entre outros, feita pela revista teen brasileira Capricho
| Ano  | Categoria                   | Resultado |
| ---- | --------------------------- | --------- |
| 2012 | Melhor Banda Nacional       | Indicado  |
| 2012 | Hit Nacional-Fluxo Perfeito | Venceu    |

## Prêmio Rock Show
É uma premiação anual que premia os melhores do rock no ano
| Ano  | Categoria                      | Resultado |
| ---- | ------------------------------ | --------- |
| 2010 | Melhor vídeoclipe- A tendência | Venceu    |
| 2012 | Hit do Ano-Fluxo Perfeito      | Venceu    |